# Mille Millièmes, fantaisie immobilière
Pour les articles homonymes, voir Mille.
Pour plus de détails, voir Fiche technique et Distribution.
Mille Millièmes, fantaisie immobilière est un film français réalisé par Rémi Waterhouse, sorti en 2002.

## Synopsis
Le film suit la vie, dans l'immeuble parisien de la rue des Oursins, des habitants propriétaires, ponctuée par différents moments de la réunion de copropriété, arbitrée par le syndic de l'immeuble (d'où le titre, qui fait référence aux parts de copropriété, comptées en tantièmes qui sont souvent des millièmes).
Il donne lieu à une galerie de portraits : un habitant vit « avec » sa voisine du dessus depuis des années, mais n'arrive pas à obtenir l'autorisation de percer un passage entre leurs appartements. Un cafetier jaloux de son compagnon nourrit des ambitions de café philosophique. Un jeune homme veut vendre son appartement, mais les acheteurs potentiels refusent le voisinage d'une association charitable dans la cour, qui attire des clochards. 
Plusieurs sujets liés à la copropriété alimentent les relations, souvent mesquines, entre les personnages : Un Manteau pour l'hiver, l'association que plusieurs des habitants aimeraient chasser, les demandes en réunion de copropriété et les tractations auxquelles elles donnent parfois lieu entre deux réunions ; par exemple installer ou pas un ascenseur, licencier le concierge pour transformer sa loge en local à poussettes et vélos, prolonger la durée de la minuterie d'éclairage de l'escalier, changer ou non le loquet de l'immeuble...

## Fiche technique
- Titre : Mille Millièmes, fantaisie immobilière
- Réalisation : Rémi Waterhouse
- Scénario : Éric Vicaut et Rémi Waterhouse
- Photo : François Catonné
- Montage : Marc Daquin
- Décors : Ivan Maussion
- Son : Alain Curvelier, Anne Le Campion, Alexandre Widmer
- Chanson et guitare par Boubacar Traoré
- Production : Magouric Productions, Canal+, Cofimage 12, M6 Films, Diaphana Films
- Distribution : Diaphana Distribution
- Pays d'origine :  France
- Format : couleurs - 2,35:1
- Genre : comédie
- Durée : 90 minutes
- Date de sortie : 7 août 2002

## Distribution
- Jean-Pierre Darroussin : Patrick Bertil
- Patrick Chesnais : Gérard
- Wladimir Yordanoff : Jean-Louis Lacroix, le syndic
- Grégori Derangère : Vincent
- Irène Jacob : Julie
- Albert Delpy : M. Maréchal, le président du conseil syndical
- Guillaume Canet : Josselin
- Luis Rego : M. Da Silva, le concierge
- Suzanne Flon : Mme. Chartreux
- Valérie Stroh : Mireille Clos
- Pierre Berriau : Xavier Vareau
- Marc Duret : Michel
- Michèle Simonnet : Mme. Carlot
- Philippe Du Janerand : M. Marigot
- Christophe Le Masne : M. Bernard
- William Nadylam : le docteur Diallo
- Marianne Épin : Mme. Villeroy

## Autour du film
Une partie de l'histoire se déroule en hiver, alors que le tournage s'est passé en pleine chaleur estivale, en août 2001. Les acteurs tournaient donc des scènes chaudement habillés, puis se débarrassaient de leurs vêtements chauds entre deux scènes, racontent-ils sur les interviews accompagnant le DVD du film.
Le tournage a eu lieu chez MAP STUDIO à Grosrouvre (Yvelines) à 50 km de kilomètres de Paris.
Projeté à un groupe de syndics, raconte Wladimir Yordanoff, qui interprète le syndic habile et dépressif de Mille millièmes, le film leur a plu malgré le portrait peu flatteur du syndic et surtout de la vie d'une copropriété dessiné ici.